# Rlogin
rlogin 명령은 TCP/IP 컴퓨터 네트워크를 경유하여 TCP 포트 513를 통해 통신 사용자가 네트워크를 통해 다른 호스트에 로그인할 수 있도록 유닉스와 같은 컴퓨터 운영 체제를위한 소프트웨어 유틸리티이다.
rlogin 명령은 소프트웨어에서 사용하는 응용 프로그램 계층 프로토콜, TCP/IP 프로토콜 슈트의 일부의 이름이다. 그것들은 컴퓨터에 물리적으로 존재하는 것처럼 인증된 사용자 역할을 할 수 있다. RFC 1282에서 "rlogin은 설비 출력의 적절한 세척과 원격 반향 로컬 흐름 제어 가상 터미널을 제공한다."고 정의했다. rlogin 명령은 원격 호스트에서 데몬, rlogind 와 의사소통한다. rlogin 명령은 텔넷 명령과 비슷하지만, 사용자 정의 기능이 안되고, 유닉스 호스트에만 연결 가능하다는 단점이 있다.